# Amphigonia
Amphigonia là một chi bướm đêm thuộc họ Noctuidae.